# Соловьёв, Сергей Александрович (спортсмен)
Сергей Александрович Соловьёв (24 февраля (9 марта) 1915, Сокол, Вологодская губерния — 12 февраля 1967, Москва) — советский футболист и хоккеист (выступал и в хоккее с мячом, и в хоккее с шайбой). Заслуженный мастер спорта СССР (1945).

## Биография
Сергей Соловьёв начал играть в футбол в команде «Красная звезда» бумажной фабрики «Сокол». Затем играл в команде «Бумажник» (Сокольский целлюлозно-бумажный комбинат им. Куйбышева) и был лидером команды. В 1936 году сокольский «Бумажник» стал победителем республиканского отраслевого совета ДСО «Бумажник». В 1937 году Сергей был призван в армию и играл в футбол за команду Ленинградского военного округа. По окончании армейской службы остался в Ленинграде и в 1939 году выступал за команду «Динамо» (Ленинград). 5 мая 1940 года впервые вышел на поле за команду «Динамо» (Москва) и в дальнейшем выступал за неё до завершения футбольной карьеры в 1952 году.
Сергей Соловьёв был выдающимся футбольным нападающим, отличным бомбардиром. Он забил больше всех мячей в чемпионатах СССР по футболу 1940 и 1948 годов, до сих пор остаётся лучшим бомбардиром «Динамо» во внутренних чемпионатах. Соловьёвым забиты юбилейные 300-й, 400-й и 500-й голы «Динамо» в чемпионате СССР. В 1948 году он установил рекорд скорострельности в чемпионате СССР, забив три гола на протяжении 3 минут в ворота московского «Торпедо». Член Клуба Григория Федотова (7-е место, 167 мячей).
В составе «Динамо» становился чемпионом СССР 1940, 1945 и 1949 годах, вторым призёром 1946, 1947, 1948 и 1950 годов, третьим призёром 1952 года.
Окончил школу тренеров при ГЦОЛИФК. В 1954—1967 годах тренировал юношеские и молодёжные команды «Динамо».
Играл также в хоккей с мячом (чемпион СССР 1951 и 1952 годов) и в хоккей с шайбой (чемпион СССР 1947 года).
Похоронен на Головинском кладбище в Москве. 18 июня 2011 года усилиями ФК «Динамо» (Москва) и динамовских болельщиков на его могиле был установлен новый памятник.

## Достижения
- Чемпион СССР (футбол) — 1940, 1945, 1949
- Серебряный призёр чемпионата СССР (футбол) — 1946, 1947, 1948, 1950
- Бронзовый призёр чемпионата СССР (футбол) — 1952
- Чемпион СССР (хоккей с шайбой) — 1947
- Чемпион СССР (хоккей с мячом) — 1951, 1952
- Включён в список 22 игроков сезона (хоккей с мячом) — 1950, 1951, 1952